# Čevelj (dolžinska mera)
Čevelj (angleška označba ft) je enota za dolžino. Izvirno je mera pomenila dolžino človeškega stopala. Enota je enaka 12. palcem (colam) in 1/3 jarda.
Najbolj razširjena enota čevelj danes je imperialni čevelj, ki je enak 0,3048 m. Včasih to enoto označijo z opuščajem. 30' pomeni 30 čevljev. Na podoben način označijo palce z narekovajem tako da 6'3" pomeni 6 čevljev 3 palce.
Čevelj so kot enoto uporabljale skoraj vse kulture. Najstarejši znani standardiziran čevelj izhaja iz sumerskega kipa vladarja Gudee iz Lagaša. Gudea ga je okoli leta 2575 pr. n. št. določil kot 0,2645 m.
Imperialni čevelj so od Egipčanov prevzeli Grki, še kasneje pa so Rimljani prevzeli daljši čevelj.
Poleg trenutnega standardnega imperialnega čevlja obstaja še ameriški geodetski čevelj, ki ga uporablja le Ameriški obalni in geodetski urad. Določen je natančno kot 12 ameriških geodetskih palcev, oziroma približno 0,3048006 m.
Omeniti velja še dunajski čevelj ali kar čevelj, ki je bil enak 12. dunajskim palcem (avstrijskim colam), oziroma 0,316(08) m.
V nekaterih državah navajajo višino človeka s čevlji in palci. Če za človeka rečejo, da je visok »pet čevljev enajst«, to pomeni, da je visok 5 čevljev in 11 palcev ali okoli 180 centimetrov. Njegovo višino zapišemo kot 5'11".
Eno področij uporabe čevljev zunaj angleško govorečih držav je mednarodno letalstvo, kjer to mero uporabljajo za določanje višine leta, saj je trikrat manjša mera od metra in včasih tudi sorazmerno prikladnejša. Navadna je uporaba trištevilčnih oznak za raven leta (angleško flight level), npr. raven leta 330 pomeni višino leta 33.000 čevljev oziroma okrog 10 kilometrov. Najvišje do sedaj je na primer poletel 22. avgusta 1963 na svojem zadnjem poletu 91 (polet 3-22-36) Nasin preskusni pilot Joseph Albert Walker s preskusnim raketnim letalom X-15A #3 (56-6672) 354.200 čevljev ali 107,96 km. Ta in njegov prejšnji za slaba 2 km nižji polet 90 (3-21-32) štejeta po določitvi Mednarodne aeronavtične zveze (FAI) tudi kot vesoljski polet.